# Skålans bensinstation

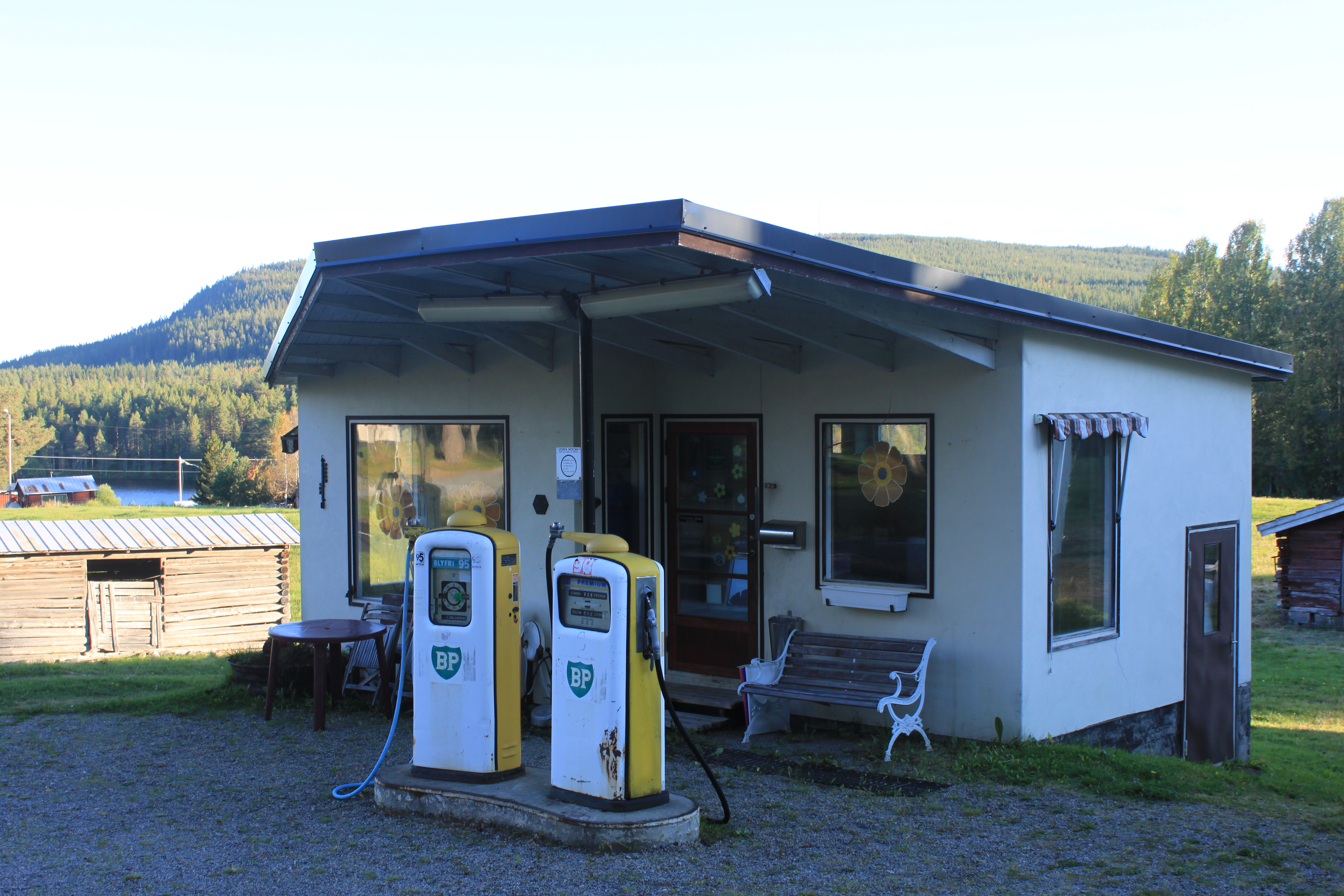
Skålans bensinstation

Skålans bensinstation är en numera nedlagd bensinstation i byn Skålan i Klövsjö socken i Jämtland, vilken förklarades som byggnadsminne 2000.
Byggnaden uppfördes 1953 av ägaren Zachris Handler och var ursprungligen en Nynäs-mack, men överfördes 1974 till BP. Den lades ned 1996 och är den första bensinstation i Sverige som blivit byggnadsminne. Byggnadstypen kallades i branschen "Sittande hunden". De tre pumparna är från tiden kring 1960 och tillverkade av Ljungmans i Malmö.

## Fotogalleri

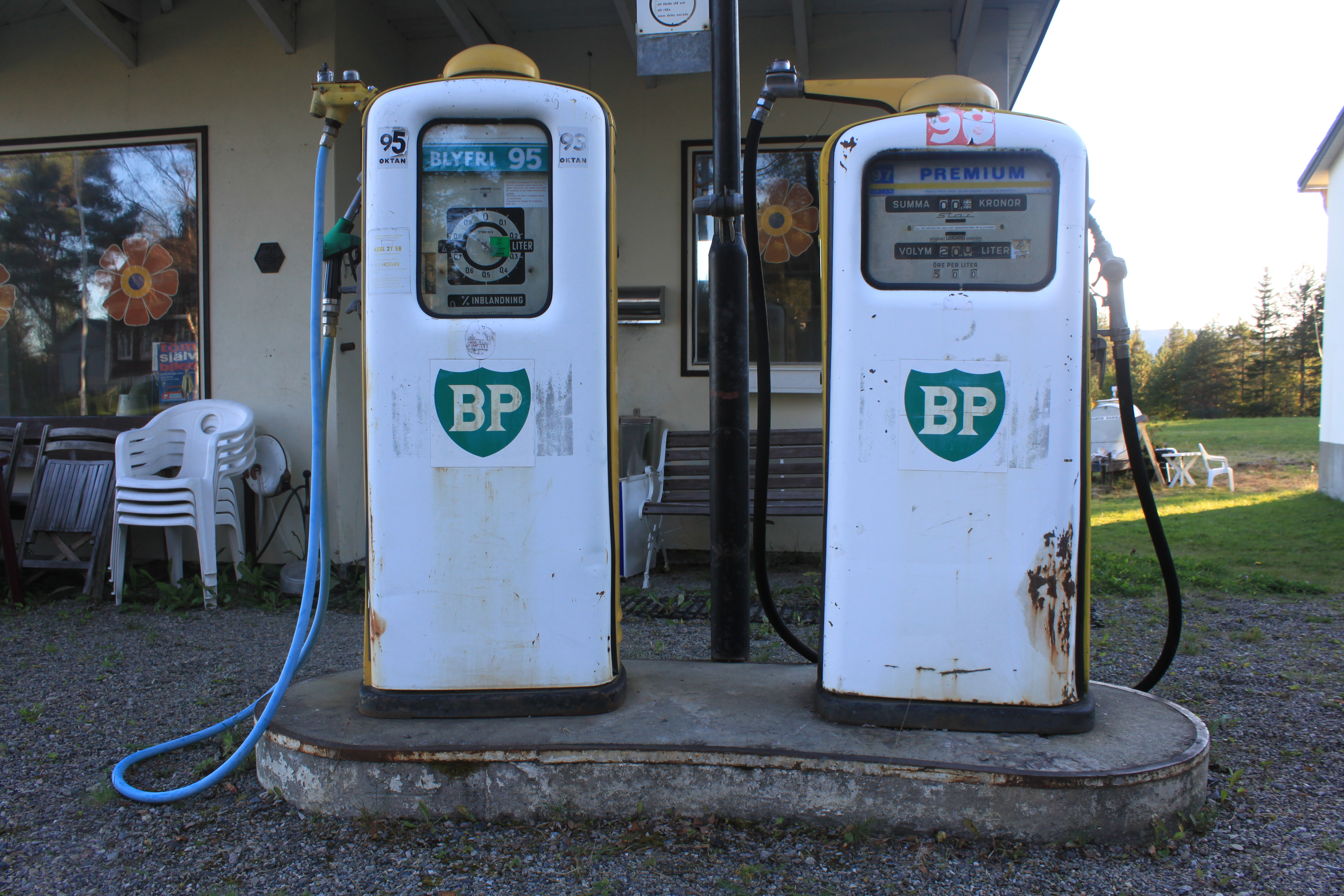
Bensinpumpar
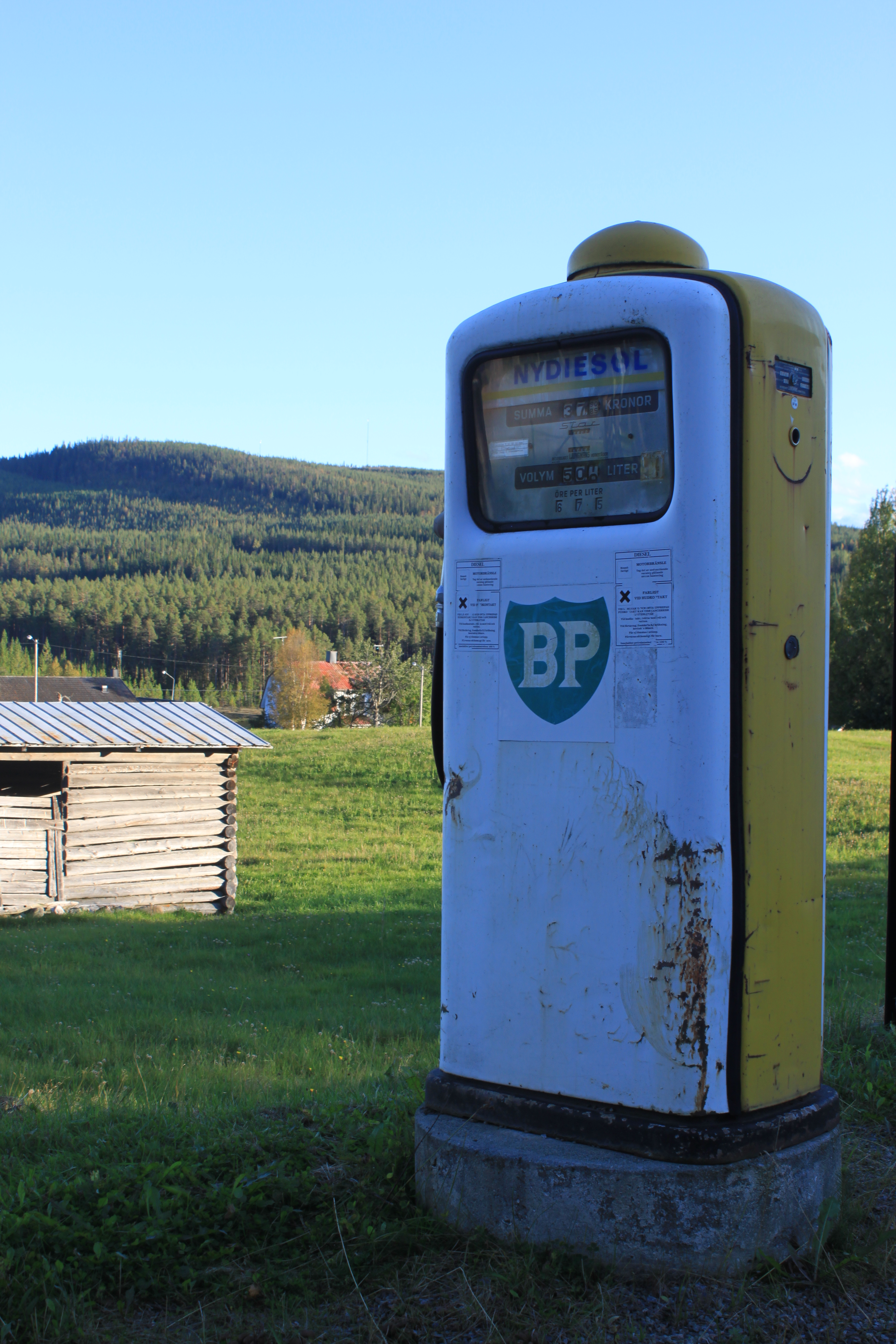
Dieselpump "Nydiesol" (ett varumärke som tillhörde Nynäs)